# Suedehead: The Best of Morrissey
Suedehead: The Best of Morrissey è un album raccolta del cantante inglese Morrissey.
Pubblicato l'8 settembre del 1997 dalla EMI, il disco raggiunse la posizione numero 26 della Official Albums Chart.

## Realizzazione
Con la sola eccezione di Sunny (che risale al 1995), l'album raccoglie materiale del periodo che va dal 1988 (anno di Viva Hate) al 1994, anno di pubblicazione di Vauxhall and I. Oltre ai singoli, il disco, contiene anche diverse rarità, tra cui una cover di That's Entertainment dei Jam di Paul Weller e la versione extended del duetto con Siouxsie Sioux, Interlude, originariamente interpretata da Timi Yuro. La foto di copertina ritrae Morrissey in un vecchio scatto promozionale della EMI.
Nel dicembre 2010, l'album, venne eliminato dal catalogo EMI assieme al live Beethoven Was Deaf e all'altra raccolta World of Morrissey.

## Tracce
1. Suedehead – 3:56
2. Sunny – 2:44
3. Boxers – 3:30
4. Tomorrow – 4:04
5. Interlude (extended version) – 5:48
6. Everyday Is Like Sunday – 3:34
7. That's Entertainment – 3:57
8. Hold On to Your Friends – 4:03
9. My Love Life (UK version) – 4:26
10. Interesting Drug – 3:27
11. Our Frank – 3:26
12. Piccadilly Palare – 3:25
13. Ouija Board, Ouija Board – 4:25
14. You're the One for Me, Fatty – 3:00
15. We Hate It When Our Friends Become Successful – 2:30
16. The Last of the Famous International Playboys – 3:39
17. Pregnant for the Last Time – 2:41
18. November Spawned a Monster – 5:25
19. The More You Ignore Me, the Closer I Get – 3:43